# Michael von Hassel
Michael von Hassel (* 1978 in München) ist ein deutscher Fotograf und Künstler.

## Leben
Hassel wuchs im Süden von München auf. Sein Abitur machte er am Gymnasium der Benediktiner Schäftlarn. Nach dem Wehrdienst bei der Bundeswehr absolvierte er eine Ausbildung zum Bankkaufmann bei der Bayerischen Landesbank in München und arbeitete anschließend eine Zeit lang beim gleichen Bankhaus in London. Anschließend studierte er Betriebswirtschaft an der Wirtschaftswissenschaftlichen Fakultät der Katholischen Universität Eichstätt-Ingolstadt (WFI) und schloss als Diplomkaufmann ab. Gegen Ende seines Studiums veranstaltete er seine ersten Foto-Ausstellungen und widmet sich seitdem ganz der Fotokunst.
Hassel war von 2007 bis 2021 mit der Schauspielerin Alexandra Kamp liiert.

## Familie
Nachfahre/Verwandter von
- Friedrich von Hassel, Ururgroßvater
- Theodor von Hassel Urgroßvater
- Kai-Uwe von Hassel Großonkel

## Fotografie
Hassel nennt seine Art zu fotografieren hyperrealistisch. Er möchte mit seinen Bildern den Betrachtern ihre Welt auf eine besonders intensive Art und Weise zeigen. „Unser Auge hat eine Leistungsgrenze. Man kann nur in einem bestimmten Bereich sehen und eben nicht so intensiv, wie man fotografieren kann.“ Seine Motive zeigen zumeist Landschaften oder Orte. Menschen fotografiert er nicht gern.
Die Bilder von Michael von Hassel sind sehr farbintensiv. Warum das so ist, beschreibt er wie folgt: „Früher hab’ ich mal in Schwarz/Weiß gearbeitet. Da kam dann der Fotokünstlerkollege Olaf Otto Becker in eine Ausstellung und sagte so ungefähr: ‚Du hast schon den Erfolg, den Du verdienst. Das ist alles ganz gut. Aber Du machst es Dir schon verdammt einfach, wenn Du die Farbe weglässt.‘ Das hat mich im ersten Moment ziemlich geärgert, weil er selbst doch damals nur grauweiße Gletscher mit hellgrauem Himmel im Hintergrund und dunkelgrauen Wasser im Vordergrund fotografierte. Seine Bilder waren also auch nicht sonderlich bunt, wenn auch unfassbar besonders. Aber er hatte natürlich vollkommen recht. Ein schwarz-weiß-Foto  zu machen und das dann als ‚Fotokunst‘ zu präsentieren, das ist ziemlich einfach. Etwas in Farbe abzuliefern und das dann als ‚Fotokunst‘ bei den Sammlern an die Wohnzimmerwand zu bekommen ist wesentlich schwieriger und daher reizvoller.“

## Auszeichnungen
Michael von Hassel erhielt auf der Messe Hot Art Fair 2009 in Basel den Hot Art Award für den besten zeitgenössischen Künstler. Den Preis teilte er sich mit den Kollegen Judith Grote, Florian Walter und Maximilian Westphal.

## Ausstellungen und Auktionen (Auswahl)
2006:
- SOS-Kinderdörfer, Hamburg[8]
- Sparkasse, Schrobenhausen[9]
- Camera Work, Berlin
- Galerie Baumgartl, München

2007:
- Wamsler VV, München[10]
- GEK, Schwäbisch Gmünd

2008:
- Galerie Roschlaub, Hamburg[11]
- Galerie NMalmedé, Köln[12]
- Galerie ARTPages, Baden-Baden
- Leica Gallery, Frankfurt[13][14]

2009:
- Apropos Gallery, Köln[15]
- HOT ART FAIR, Basel[16]
- Hospiz Gallery, Bregenz[17]
- Cortiina, München

2010:
- Haus der Kunst, München[18]
- Aaart Foundation, Kirchberg bei Kitzbühel[19]
- NHB Studios, Berlin[20]
- Kunstquartier Hospiz, Arlberg[21]
- Galerie Reygers@Westin Grand, München[22]

2011:
- EDC, Düsseldorf[23]
- Art@Lanz, Kitzbühel[24]
- Galerie Thomas Punzmann Fine Arts, Frankfurt a.M.[25]
- New Art Kunstsalon, München[26]
- Schrannenhalle, München[27]
- Chancenstiftung, München[28]
- Schloss Bellevue, Berlin, Benefizgala, Förderverein der Freunde des Chaim Sheba Medical Center[29]

2012:
- Camera Work @ Ernst & Young, Berlin[30]
- Cabinet Lounge, Moskau[31]
- India Art Fair, Mumbai[32]
- Hadassah, München[33]
- Contemporary Art Fair, Istanbul[34]
- Children for a better world e.V., München
- Contemporary Art Fair, Mailand

2013:
- Mia Art Fair, Mailand

2014:
- Stiehler-Haus, Tegernsee[35]

2015:
- Kunsthalle Rathausgalerie in München; fast 30.000 Besucher[36]
- E.ON AG, Düsseldorf[37]
- Aaartfoundation, Kitzbühel[38]
- Hirmer, München[39]

2016:
- Photoscapes München[40]

2018:
- Museum MUCA, BUNTE ART[41][42]
- Art Karlsruhe,
- Galerie an der Pinakothek der Moderne, München[43]

## Wichtige Reisen
- Sibirien - Ende der nördlichsten Straße der Welt erreicht[44]
- Nordkorea[45][46]
- Israel-Golanhöhen[47]
- Transnistrien[47]
- Iran[48]

## Bekannte Sammler und Kooperationen
- Für das Restaurant Tantris in München fertigte Hassel drei Arbeiten: eine Fotoarbeit im Forma 2,5 m × 5 m, eine Neonarbeit und in Zusammenarbeit mit der Mayer’schen Hofkunstanstalt eine Arbeit aus Glas[49][50]
- Seit 2018 hat Hassel eine Kooperation mit Mercedes-AMG

## Charity
- Michael von Hassel ist Schirmherr des Fotomarathon München seit 2012[51]
- Chaim Sheba Medical Central[52]
- Hadassah[53]
- SOS-Kinderdörfer
- Outset[54]
- Münchner für Münchner[55]

## Galerien, Händler, Partner
- Camera Works AG, Berlin
- Galerie Reygers, München
- Galerie Brockstedt, Berlin
- Apropos Gallery, Köln
- UF6Projects, Berlin & New York
- Hospiz Gallery, Bregenz
- Aaart Foundation,[56] Kirchberg

## Merchandising
- Michael von Hassel hat mit bei Schmidt Spiele 4 Puzzle veröffentlicht

## Veröffentlichungen
- Compendium, teNeues, Kempen, 2014, ISBN 978-3-8327-9860-4[57]
- mit Alexander Gutzmer: Bundesliga-Kathedralen, Callwey, München, 2023, ISBN 978-3-7667-2649-0[58]